# Стапхорст
Стапхорст (нид. Staphorst) — община и город в Нидерландах.

## География и экономика
Община и город Стапхорст находится на востоке Нидерландов, в провинции Оверэйсел. Состоит из городка Стапхорст, деревень Роувен, Эйхорст и местечка Пунтхорст. Расположена в болотистой местности в 6 километрах южнее Меппела и в 20 километрах севернее Зволле, на шоссе A 28 Зволле-Меппел-Гронинген-Леуварден. Весьма развито молочное животноводство. Имеются металло- и деревообрабатывающие предприятия. Городок Стапхорст имеет вытяную форму, вдоль старой торговой дороги Зволле-Горнинген; он растянут на несколько километров, постепенно переходя на юге в Роувен.

## История и этнография
Поселения на территории общины возникли в XIII веке. Имеет свою средневековую историю, но к сожалению замковые строения разрушены в ходе ожесточенной битвы с немецкими войсками вблизи этих земель. Здесь селились крестьяне, занимавшиеся осушением болот, распашкой этой земли и добычей торфа. Дома в Стапхорсте преимущественно крестьянского типа, покрашенные в зелёный цвет, построенные в период между 1800 и 1920 годами. Подавляющая часть жителей относится к приверженцам кальвинистской церкви. В поселениях общины сохраняются и оберегаются старинные национальные традиции. По воскресеньям население не покидает своих домов — за исключением посещения церковной службы. Пожилые женщины ещё носят национальные костюмы, появление чужаков приветствуется, запрещается тoлько фотографировать местных жителей.